# لگت
لگت (به انگلیسی: Leggett) یک منطقهٔ مسکونی در ایالات متحده آمریکا است که در شهرستان مندوسینو، کالیفرنیا واقع شده‌است. لگت ۷٫۰۰۳ کیلومتر مربع مساحت و ۱۲۲ نفر جمعیت دارد و ۳۰۰ متر بالاتر از سطح دریا واقع شده‌است.